# Mauerner Bach
Der Mauerner Bach ist ein Bach im Landkreis Freising in Oberbayern, der in die Amper mündet. Der Bach ist mit seinem Quellbach Pfettrach zusammen 16,6 Kilometer lang und hat ein Einzugsgebiet von 91,7 Quadratkilometern. Er fließt durch die Gemeinden Attenkirchen, Nandlstadt, Mauern und Wang.

## Verlauf
Der Mauerner Bach entsteht aus dem Zusammenfluss der Quellbäche Pfettrach und Mailendorfer Bach, die bei dem Attenkirchener Ortsteil Pfettrach entspringen, im Wesentlichen nach Osten fließen und sich nach etwa 2 Kilometern auf einer Höhe von 462 m ü. NHN vereinigen. Auch der vereinigte Bach fließt im Wesentlichen weiter nach Osten, bis er sich kurz vor Mauern in Richtung Südost wendet. An der Grenze zwischen Wang und Moosburg an der Isar mündet er auf einer Höhe von 409 m ü. NHN von links in die Amper.
Der Mauerner Bach ist der letzte linksseitige Zufluss sowie insgesamt der letzte natürliche Zufluss der Amper. Etwa 250 Meter weiter flussabwärts nimmt die Amper noch von rechts den aus der Moosach abgeleiteten Mühlbach auf, bevor sie nach weiteren 1,5 Kilometern von links in die Isar mündet.

## Zuflüsse
Da im Süden des Mauerner Bachs bereits der Ambacher Bach und der Haselbach zur Amper hin entwässern, fließen dem Mauerner Bach die meisten Zuflüsse aus dem Norden von links zu.
| von links             | von rechts |
| --------------------- | ---------- |
|                       | Langbach   |
|                       | Holzbach   |
| Kitzberger Graben     |            |
| Kühbach               |            |
| Riedmoosgraben        |            |
| Rannerstaler Graben   |            |
| Schmalzergraben       |            |
| Hörgertshausener Bach |            |
| Freundsbach           |            |

## Mühlen am Lauf
Zwischen Mauern und Wang wird mehrfach ein Mühlbach genannter Kanal aus dem Mauerner Bach abgeleitet und wieder in ihn zurückgeführt. Der Bach war auf einer Länge von 5,5 Kilometer in seinem Verlauf die Energiequelle für acht Getreidemühlen:
- Wölflmühle ⊙
- Bergmühle ⊙
- Müller zu Mauern ⊙
- Beselmühle ⊙
- Riedlmühle ⊙
- Hanslmühle ⊙
- Pfettrachmühle ⊙
- Aselmühle ⊙

Der zum Teil geringe Wasserstand war öfter Grund für Streitigkeiten zwischen den Müllern. Belegt ist ein Todesopfer bei einer Streitigkeit zwischen dem Söhnen des Pfettrachmüllers und Handwerkern an der Hanslmühle am 28. Juli 1856.